# Hungarian Football League 2020
La Hungarian Football League 2020 (detta anche "Maker's Mark HFL 2020" per ragioni di sponsorizzazione) è la 15ª edizione del campionato di football americano di primo livello, organizzato dalla MAFSZ.
Il campionato è stato cancellato a causa della pandemia di COVID-19 del 2019-2021 e sono stati organizzati solo i campionati di Divízió I e Divízió II.

## Squadre partecipanti
| Club                | Città          | Stadio | Sponsor ufficiale | Risultato nella stagione 2019 |
| ------------------- | -------------- | ------ | ----------------- | ----------------------------- |
| Budapest Cowbells   | Budapest       |        |                   |                               |
| Budapest Wolves     | Budapest       |        |                   |                               |
| Fehérvár Enthroners | Székesfehérvár |        |                   |                               |
| Győr Sharks         | Győr           |        |                   |                               |
| Kiev Capitals       | Kiev           |        |                   |                               |
| Miskolc Steelers    | Miskolc        |        |                   |                               |

## Stagione regolare

### Calendario

#### 1ª giornata
| 21 marzo 2020 | Kiev Capitals | - – - | Fehérvár Enthroners |  |

#### 2ª giornata
| 28 marzo 2020 | Budapest Wolves | - – - | Budapest Cowbells |  |

| 29 marzo 2020 | Győr Sharks | - – - | Miskolc Steelers |  |

#### 3ª giornata
| 4 aprile 2020 | Fehérvár Enthroners | - – - | Győr Sharks |  |

| 4 aprile 2020 | Budapest Cowbells | - – - | Kiev Capitals |  |

| 5 aprile 2020 | Miskolc Steelers | - – - | Budapest Wolves |  |

#### 4ª giornata
| 18 aprile 2020 | Budapest Wolves | - – - | Kiev Capitals |  |

| 18 aprile 2020 | Fehérvár Enthroners | - – - | Miskolc Steelers |  |

| 19 aprile 2020 | Budapest Cowbells | - – - | Győr Sharks |  |

#### 5ª giornata
| 2 maggio 2020 | Budapest Wolves | - – - | Fehérvár Enthroners |  |

| 2 maggio 2020 | Miskolc Steelers | - – - | Budapest Cowbells |  |

| 3 maggio 2020 | Kiev Capitals | - – - | Győr Sharks |  |

#### 6ª giornata
| 16 maggio 2020 | Győr Sharks | - – - | Budapest Wolves |  |

| 16 maggio 2020 | Miskolc Steelers | - – - | Kiev Capitals |  |

#### 7ª giornata
| 23 maggio 2020 | Fehérvár Enthroners | - – - | Budapest Cowbells |  |

### Classifica
Le classifiche della regular season sono le seguenti:
- PCT = percentuale di vittorie, G = partite giocate, V = partite vinte,  P = partite perse, PF = punti fatti, PS = punti subiti

| Pos. | Squadra             | PCT  | G | V | N | P | PF | PS |
| ---- | ------------------- | ---- | - | - | - | - | -- | -- |
| 1    | Budapest Wolves     | .000 | 0 | 0 | 0 | 0 | 0  | 0  |
| 2    | Budapest Cowbells   | .000 | 0 | 0 | 0 | 0 | 0  | 0  |
| 3    | Fehérvár Enthroners | .000 | 0 | 0 | 0 | 0 | 0  | 0  |
| 4    | Győr Sharks         | .000 | 0 | 0 | 0 | 0 | 0  | 0  |
| 5    | Kiev Capitals       | .000 | 0 | 0 | 0 | 0 | 0  | 0  |
| 6    | Miskolc Steelers    | .000 | 0 | 0 | 0 | 0 | 0  | 0  |

## Playoff

### Tabellone
|  | Semifinali | Semifinali | Semifinali |     |     | XIV Hungarian Bowl | XIV Hungarian Bowl | XIV Hungarian Bowl |  |
|  |            |            |            |     |     |                    |                    |                    |  |
|  | 1          | TBD        | -          |     |     |                    |                    |                    |  |
|  | 1          | TBD        | -          |     |     |                    |                    |                    |  |
|  | 4          | TBD        | -          |     |     |                    |                    |                    |  |
|  | 4          | TBD        | -          |     | TBD | TBD                | -                  |                    |  |
|  |            |            |            |     | TBD | TBD                | -                  |                    |  |
|  |            |            | TBD        | TBD | -   |                    |                    |                    |  |
|  | 3          | TBD        | TBD        | TBD | -   | -                  |                    |                    |  |
|  | 3          | TBD        |            |     |     |                    |                    |                    |  |
|  | 2          | TBD        | -          |     |     |                    |                    |                    |  |

### Semifinali
| 27 giugno 2020 | TBD | - – - | TBD |  |

| 28 giugno 2020 | TBD | - – - | TBD |  |

### XV Hungarian Bowl
| Budapest 11 luglio 2020 | TBD | - – - | TBD | Nándor Hidegkuti Stadion |